# Do U Wanna Roll (Dolittle Theme)
"Do U Wanna Roll (Dolittle Theme)" é uma canção colaborativa entre os artistas de R&B e Hip Hop R.L., Snoop Dogg e Lil' Kim. Foi lançada em 2001 como primeiro single para a trilha sonora do filme Dr. Dolittle 2.

## Faixas
| Lado A |                                     |         |  |
| N.º    | Título                              | Duração |  |
| 1.     | "Do U Wanna Roll" (Edição de radio) | 4:02    |  |
| 2.     | "Do U Wanna Roll" (Instrumental)    | 4:43    |  |

| Lado B |                                     |         |  |
| N.º    | Título                              | Duração |  |
| 1.     | "Do U Wanna Roll" (Edição de radio) | 4:02    |  |
| 2.     | "Do U Wanna Roll" (Instrumental)    | 4:43    |  |

## Desempenho nas paradas
| Paradas (2001)                               | Melhor posição |
| -------------------------------------------- | -------------- |
| Estados Unidos (Billboard Hot 100)           | 84             |
| Estados Unidos (Billboard R&B/Hip-Hop Songs) | 52             |
| Estados Unidos (Billboard Hot Rap Songs)     | 11             |
| Estados Unidos (Billboard Rhythmic)          | 19             |